# Sing (пісня)
«Sing» (укр. «Співати») — другий сингл співачки Енні Леннокс з альбому «Songs of Mass Destruction», випущений 3 жовтня 2007 року лейблом Sony BMG.

## Інформація
Пісня є результатом співробітництва Енні Леннокс і 33 виконавиць: Мадонна, Анастейша, Ізабель Кемпбелл, Dido, Селін Діон, Мелісса Етеридж, Ферджі, Бет Гіббонс, Фейт Гілл, Анжеліка Кіджо, Беверлі Найт, Гледіс Найт, Кетрін Дон Ланг, Сара Маклахлан, Берт Ортон, P!nk, Бонні Рейтт, Шакіра, Шингай Шоніва, Джосс Стоун, KT Tunstall і Марта Вейнрайт .

## Офіційні версії
- Альбомна версія — 4:48
- Альбомна версія (з Commentary) — 4:47
- Повна тривалість (edit) — 4:23
- Альтернативна версія — 3:56
- Клубний ремікс Гаррі Чуу — 8:24
- Гаррі Чуу mix show — 5:30
- Гаррі Чуу radio mix — 3:57
- Дін Коулмен club mix — 6:52
- Дін Коулмен radio mix — 4:19
- Мото Бланко club mix — 8:34
- Мото Бланко dub mix — 8:24
- Мото Бланко radio mix — 3:32
- Ремікс Нітін Соуні — 4:49

## Чарти
| Чарт                                | Найвища позиція |
| ----------------------------------- | --------------- |
| UK Singles Chart                    | 161             |
| США (Hot Adult Contemporary Tracks) | 29              |
| США (Hot Dance Club Play)           | 18              |